# Перово (станція метро)
55°45′04″ пн. ш. 37°47′12″ сх. д. / 55.75111° пн. ш. 37.78667° сх. д.
«Перово» — станція Калінінської лінії Московського метрополітену. Розташована між станціями «Шосе Ентузіастів» та «Новогіреєво», під Зеленим проспектом між 2-ю і 3-ю Владимирською вулицями.
Станція відкрита 30 грудня 1979 року у складі черги «Марксистська» — «Новогіреєво». Названа на честь колишнього міста, що увійшло до складу Москви.

## Вестибюлі
У станції два підземних вестибюля, до яких ведуть сходи зі станційного залу. Обидва вестибюля ведуть до підземних переходів під Зеленим проспектом. Перехід із західного боку станції сполучений із двома переходами під 2-ю Владимирською вулицею. Загалом із західного вестибюля шість виходів на поверхню по різні сторони Зеленого проспекту і 2-ї Владимирської вулиці, зі східного — два.

## Технічна характеристика
Конструкція станції — односклепінна мілкого закладення (глибина закладення — 9 м). Побудована з монолітного залізобетону з опорою склепіння на «стіни в ґрунті».

## Колійний розвиток
Станція без колійного розвитку.

## Оздоблення
Оздоблення станції вирішено в білих тонах, що створює відчуття легкості і простору. Колійні стіни оздобленні вгорі білим мармуром, з долу — чорним габро. Цоколь стін і різьблені панно з традиційним народним елементом — ромбічною клітинкою з мармуру «коелга». Всередині ромба — основне зображення в обрамленні рослинного орнаменту. Такі панно надають стіні своєрідний ритмічний малюнок.
Тема архітектурно-художнього оздоблення — народне прикладне мистецтво. Тому в основу рішення лягли зображення, що найчастіше зустрічаються в народному мистецтві — сонце, що дарує життя всьому живому, лев — охоронник будинку, кінь — символ сили й благополуччя, птах Сирин — символ щастя, Фініст Ясний Сокіл, дерево з сидячим на ньому птахом. Ці символи, що йдуть своїм корінням в далеке минуле і полюбилися народу, стали традиційними, і впродовж століть вживалися для декору.
У склепінні зроблені часті вузькі прорізи, в яких розташовані скріплені зигзагом металеві пластини і газоосвітлювальні трубки. Чергування пластин і ламп схоже на брижі пера. Світильники виконані за ескізами художника М. Алексєєва. Підлога викладена сірим, коричневим і чорним полірованим гранітом, утворюючи прості візерунки, що нагадують елементи російських народних орнаментів.
По осі станційного залу встановлено 5 квадратних лавок зі світловими покажчиками. Це пари невисоких прямокутних плит, що стоять широкими сторонами один до одного і вгорі розходяться в різні сторони, схожі на схилені в різні сторони фігури молільників або розрубаний стовбур дерева. На лавах невеликі різьблені вставки — круглі розетки з пелюстками, що спірально закручуються. Квітковий орнамент над вхідними арками виконано методом різьблення по штукатурці.

## Пересадки
- Автобуси: 7, 141, 314, 449, 617, 620, 659, 787, 842, т77, н4; обласні: 473к, 587к, 886
- Трамваї: 36, 37